# أوسكار جونسون
أوسكار جونسون (بالإنجليزية: Oscar Johnson)‏ هو لاعب كرة قاعدة أمريكي، ولد في 1895 في أتشيسون في الولايات المتحدة، وتوفي في 1960 في كليفلاند في الولايات المتحدة.